# 小沢武雄
小澤 武雄（おざわ たけお、1844年12月19日（天保15年11月10日） - 1926年1月29日）は、日本陸軍の軍人。最終階級は陸軍中将。貴族院議員、男爵。幼名・直之丞。

## 経歴
小倉藩士・小澤義房の長男として生まれる。1866年、第二次長州征伐において軍議役兼陣場奉行を勤める。1868年、戊辰戦争に出征し越後・会津へ転戦した。明治政府の若松民生局に出仕し、軍務官筆生、兵部少録、兵部権大録、兵部大録、兵部権少丞、兵部省7等出仕を経て、1871年、陸軍少佐に任官。第二副官、陸軍省官房長、アメリカ出張、陸軍省第1局長代理などを歴任。1877年2月から10月まで西南戦争に征討総督本営参謀として出征。
1878年11月、陸軍少将に進級。陸軍省第3局長、同第1局長、同総務局長、兼陸軍士官学校長、陸軍少輔などを経て、1885年5月、陸軍中将となった。陸士校長、参謀本部次長、陸軍参謀本部長、欧州出張などを経て、1890年10月、予備役に編入された。
1887年5月24日、男爵を叙爵し華族となり、1890年9月29日から1926年1月まで貴族院勅選議員に在任した。1891年12月17日、舌禍事件により陸軍中将を諭旨免官となった。谷干城提出の建議案の賛成演説で、軍機遺漏があったとの理由であった。貴族院内では谷と同一行動をとった。
1893年、近衛篤麿・曾我祐準とともに北海道協会の設立発起人となった。
1898年設立の徴兵保険株式会社（東京市日本橋区）の社長に就任。ほか、日本赤十字社副社長、上野鉄道（上信電鉄）初代社長を勤めた。

## 栄典
位階
- 1874年（明治7年）2月18日 - 従五位[8]
- 1885年（明治18年）7月25日 - 従四位[9]
- 1886年（明治19年）10月20日 - 従三位[10]
- 1902年（明治35年）12月20日 - 正三位[11]

勲章等
- 1882年（明治15年）12月29日 - 勲二等旭日重光章[12]
- 1889年（明治22年）11月25日 - 大日本帝国憲法発布記念章[13]
- 1915年（大正4年）11月10日 - 大礼記念章[14]

外国勲章佩用允許
- 1907年（明治40年）11月29日 - プロイセン王国：赤十字第三等記章[15]